# 彼のオートバイ、彼女の島
『彼のオートバイ、彼女の島』（かれのオートバイ、かのじょのしま）は、片岡義男の小説、またそれを原作にした大林宣彦監督の日本の映画。
音楽大学に通いつつ、オートバイ（カワサキの650RS-W3）に乗りアルバイトでプレスライダーをしている主人公と、瀬戸内海の離島出身の女性が、初夏の信州で知り合い、展開していく物語。

## 概要
片岡義男の長編恋愛小説であり、角川書店の文芸雑誌『野性時代』1977年1月号に発表され、1977年8月に角川書店から単行本として出版された。のち、1980年5月に角川文庫に収録された。単行本のカヴァーには、作者自身がつけた「夏はただ単なる季節ではない。それは心の状態だ」という、サミュエル・ウルマンの「青春」という詩の一節をもじったコピーがつけられていた。その後「時には星の下で眠る」「幸せは白いTシャツ」などの一連のオートバイが登場する小説が続いた。主人公のコオこと橋本功とミーヨこと白石美代子の恋愛を、もうひとつの主人公ともいうべきオートバイとともに生き生きと描いた作品。「同時代のライダーのバイブル的地位を占めた」という見方がある。

夏になるとオートバイに乗って日本じゅうを旅してまわる若いひとりの女性が、自分にとっての夏というものを彼女なりの言葉で語ってくれたのをぼくがひとことに要約すると、このような文句になったのだ。青年の一人称による、少し長めのストーリーは、じつはこの時始まったのだ。前の年の夏と今年の夏と、寸分たがわないふたつの夏の間にいまの自分がいる、というテーマもこの時の彼女がくれた。タイトルは「彼女のオートバイ、彼の島」だったのだが、書きおわってから主人公の性をいれかえ、「彼のオートバイ、彼女の島」となった。だから、本当は、彼も彼女も同一人物なのだ。
--「彼のオートバイ、彼女の島」映画パンフレットより1986年、角川書店

彼と彼女が抽象的に完璧に対等である、ということを読んでほしい。この長編を書くために、僕はW1を二台、そしてW3を一台、買った。
--片岡義男「本人による角川文庫作品解説」『月刊カドカワ』1990年4月号、角川書店

## 書誌情報
- 彼のオートバイ、彼女の島　1977年、角川書店、ISBN 4-048-72183-6
- 彼のオートバイ、彼女の島　1980年、角川文庫、ISBN 4-041-37109-0

### 関連作品
- 彼のオートバイ、彼女の島 2　1986年、角川文庫、ISBN 4-041-37150-3
  - 原作が映画化されたと想定し、作者自らがそれを観客の立場で描写するという実験的な試みとして書かれた小説。原作とも実際に映画化されたストーリーとも異なる作品に仕上がっている。

### 関連商品
- 1978年に、片岡義男監修による「W1 Touring ～風を切り裂きバイクは走る～」というLPレコードが日本コロムビアから発売された。「走行中にライダーが感じる音をそのまま再現する」というコンセプトのもとに制作され、走行音以外の余計な音や解説などは一切収録されていない。録音は西伊豆の海岸道路と日光いろは坂で行われ、音源には片岡の所有する2台のW1SAと1台のW3が使用された。

## 映画
1986年4月26日公開。併映は角川春樹監督の『キャバレー』。映画監督の大林宣彦が、原田貴和子をヒロインに起用してメガフォンを取った作品である。また竹内力の映画デビュー作である。
「彼女の島」は瀬戸内の島（原作では岡山県笠岡市の白石島となっているが、映画では広島県の岩子島でロケを行っている）

### あらすじ（映画版）
初夏、東京のバイク乗りの若者・コオは旅に出て信州の峠の道路脇で休憩すると、若い女性・ミーヨと出会う。ミーヨがコオのオートバイ(大型バイク)に興味を持ったことがきっかけで親しくなり、旅から帰った後手紙や電話でやり取りを始める。お盆が近づきミーヨはコオに実家がある瀬戸内海の島に遊びに来るよう誘うと、後日島に憧れた彼がオートバイで訪れる。島でコオのオートバイに乗せてもらったミーヨの中で、オートバイを運転してみたいという気持ちが芽生え始める。
3泊4日の島での休暇で生命力を得たコオは東京に帰ると精力的にバイト生活を送るが、秋頃ミーヨがひょっこり現れる。コオはミーヨから「コオと一緒に走りたくなった」と夏の終わり頃に取得した中型免許を見せられ、2人はそのまま同棲することに。コオとツーリングに出かけたミーヨは彼から運転のコツを教わり徐々に上達し、「早く大型免許を取得したい」という気持ちが強くなっていく。
11月頃コオはミーヨを連れてバイク仲間とサーキット場に走りに行くと、走りを見ながら仲間が彼女を褒めるのを耳にする。しかしコオが「ミーヨは中型免許を取って3ヶ月」と告げると、仲間から「大型に乗せるには運転歴が浅すぎる」と忠告される。その日からコオはミーヨに「大型免許を取るのは春先でいい」と先延ばしにし始めるが、彼女は徐々に不満を募らせる。
ある日ついに痺れを切らしたミーヨはコオとケンカになり、彼女のバイクへの思いに負けた彼は教習所通いを許してしまう。その後ミーヨは大型免許を取得するが、コオとギクシャクしたままの彼女は「私の中の風が止まったみたい。一度島に帰ります」と置き手紙を残してコオのオートバイで帰ってしまう。再び夏を迎えた頃、周りから以前と様子が変わったことを指摘されたコオは友人のバイクを借りてミーヨの島へと向かう。
ミーヨと仲直りしたコオはツーリングしながら、「彼女の存在はこの島のようで、俺の存在はオートバイのようだ」と気づき、バイクで風を切って走る彼女との一体感に自分を取り戻す。雨の中二手に分かれた道からお互い別ルートでドライブインを目指し、先に到着したコオは店内でミーヨを待つが彼女は現れない。後からきた客が「さっきトラックと女性ライダーの事故を目撃した」と周りに話すのを聞いたコオは、ミーヨのもとへ駆け出すのだった。

### スタッフ
- 原作 - 片岡義男
- 脚本 - 関本郁夫
- 監督・編集 - 大林宣彦
- 製作 - 角川春樹
- プロデュース - 森岡道夫、大林恭子
- 撮影 - 阪本善尚
- 音楽 - 宮崎尚志
  - 「彼のオートバイ、彼女の島 オリジナル・サウンドトラック」
- 音楽プロデューサー-石川光
- 美術 - 薩谷和夫
- セカンドユニット監督 - 山名兌二
- 音響効果 - スワラプロダクション
- カースタント - タカハシレーシング
- 擬斗 - 西本良治郎
- 刺青 - 栩野幸知
- タイトル - 白組
- スタジオ - にっかつ撮影所
- 録音スタジオ - アバコクリエイティブスタジオ
- 現像 - IMAGICA
- 製作 - 角川春樹事務所

### キャスト
コオ（橋本巧）
演 - 竹内力
音大生で「全日本急送」という会社でプレスライダーのバイトをしている。22歳。愛車であるオートバイはカワサキの650RS-W3で、「俺にとって恋人のようなもの」と評している。爽やかな性格。自身が見る夢は、いつもモノクロの夢。ギターが得意で作曲もできる。自室にあるレコードは全てショパンの曲のみ。当初ミーヨの大型免許取得を応援するがその後考えを改め運転経験を積むよう助言するが、彼女から「恋人同然のオートバイに私を乗せたくないから先延ばしにしてる」と疑われ始める。
ミーヨ（白石美代子）
演 - 原田貴和子
信州の温泉に行く途中、偶然道路脇で休憩していたコオと出会う。22歳になったばかり。コオと出会った時に心の中で「風が彼女を運んできたよう」と評される。コオのオートバイのことを「カワサキ」と呼び始める。瀬戸内海の島に実家があり現在は西宮市で暮らしているが、詳しい肩書きや生活状況は不明。朗らかで行動派な性格だが、出会って間もない頃に混浴風呂で再会したコオと裸を隠すことなく会話するなど大胆な所がある。ピアノで弾き語りができる。16歳の頃に小型限定普通二輪免許を取得したが、コオに出会ってからさらにオートバイへの憧れを強く抱き始める。
沢田冬美
演 - 渡辺典子
コオの恋人。以前から大型バイクの後ろに乗ってみたいと思っており、バイク雑誌に投稿したことでコオと知り合う。コオと短い間交際し男女の関係となったが、彼が信州から帰った頃に破局する。優しい女の子らしい性格だがよく涙することがあり、コオから「泣くことと料理することしか知らない」と評されている。失恋から立ち直った後は髪の長さをロングからミディアムに変え、めそめそしない落ち着いた性格になり、少しだけ大人の女性に成長する。秋頃からバー「道草」の専属歌手兼ウェイトレスとなる。
小川敬一
演 - 高柳良一
コオの音大の友人。現在は卒業制作の真っ最中で、オートバイに取り憑かれた男をモチーフにした「サンデー・ドライバー」という曲を作っている。ある日「夜道を走る乗用車にオートバイで近づき、追い抜きざまに相手の右側のフェンダーミラーをスパナで叩き落とす」という悪ふざけを思いつき実行する。コオから信頼されてアパートの合鍵を渡されているため、時々彼がいない時でも部屋に入ってレコードを聴くなどしている。バーで歌うようになった冬美のために、以前コオが作った曲のメロディをアレンジして提供する。
沢田秀政
演 - 三浦友和
冬美の兄。コオがバイトする「全日本急送」の先輩スタッフで、同じく所属するバイク集団「ライダーズ・クラブ栄光」のメンバー。27歳。愛車はカワサキの650-W1だが、冬美にはバイクに触らせないようにしている。冬美と別れるつもりのコオに怒って「妹との交際をどうするか2、3日考えた上ではっきり答えを出せ」と命じ、冒頭で彼が信州に旅するきっかけを作る。少々荒っぽい行動を取ることもあるが、妹思いで根は悪くない性格。コオが東京に戻った後、一対一でバイクを使った決闘をする。
「道草」のママ
演 - 根岸季衣
ライブバー「道草」を切り盛りしている。店の常連客であるコオや敬一とは顔なじみ。営業中に店内のステージで客が自由に歌を歌ったりバンド演奏ができるため、音大生のたまり場となっている。姉御肌でコオたちの良き理解者。
白石康一郎
演 - 田村高廣（特別出演）
寺の住職兼小学校校長。ミーヨの幼い頃に妻を亡くしており、シングルファーザーで育ててきたが「娘を甘やかしすぎたかもしれない」と思っている。島に遊びに来たコオを自宅に泊まらせ、娘と3人で食事を楽しんだり、参加した地元の盆踊りでは自身は櫓に上がって音頭を歌う。
小野里
演 - 峰岸徹
コオのバイトの先輩。「ライダーズ・クラブ栄光」のリーダー。バイクに乗った状態で鉄パイプで相手を攻撃するというコオと秀政の決闘を仕切る。
村田
演 - 尾崎紀世彦
コオのバイトの先輩。「ライダーズ・クラブ栄光」のメンバー。コオと秀政の決闘を見守る。その後コオ、ミーヨ、バイク仲間たちとサーキット場を走って楽しむ。
沼瀬
演 - 中康次
コオのバイトの先輩。「ライダーズ・クラブ栄光」のメンバー。仕事の時も秀政たちとバイクで出かける時も、自身だけチェック柄のジャケットを着ているのが特徴。
小川の女友達
演 - 望月真実
コオと冬美が付き合っていた頃に自身と敬一の4人でキャンプに出かける。キャンプ地に行くまでの夜道を敬一と2人で全裸になってバイクで走り、コオと冬美を驚かせる。
新聞記者
演 - 小林稔侍
コオのバイト関係の記者。交通事故の様子を手帳に書き留め、輸送員として駆けつけたコオに男女3人が絡む自動車事故の状況を伝える。少々口が悪い。
若い男女
演 - 尾美としのり、小林聡美（両名とも友情出演）
冒頭の別々の車に乗る男女。2人の関係は不明だが高速らしき片側二車線を走る車の運転席の男と、隣を走る車の助手席の女が窓から上半身を乗り出して会話していた所、その間をオートバイに乗ったコオが走り抜ける。
新聞記者
演 - 岸部一徳（友情出演）
新聞社で忙しく働く社員。輸送員のコオから事故現場の見取り図とフィルムを受け取る。
ミーヨの母(写真)
演 - 入江若葉（友情出演）
赤い車の男
演 - 新井康弘
チンピラっぽい若者で、赤いギャランラムダに乗り運転が少々荒い。ある日東京の街で恋人を乗せて車を走らせていた所、オートバイのコオと交通トラブルになる。
トラック野郎
演 - 泉谷しげる
トラックを運転中に事故を目撃し、ドライブインに先に来ていた仕事仲間にその状況を話す。
桃田
演 - 掛田誠
オートバイの修理工。「ライダーズ・クラブ栄光」のメンバー。笑顔の絶えない明るい性格だが、変わり者。
コオの学友
演 - 山下規介
「道草」のステージで歌う冬美の後ろでピアノを弾いている。
その他
演 - 柿崎澄子、タンクロー、林優枝、青島健介、小林のり一　ほか
語り - 石上三登志
大人になったコオの声を担当。本作は大人になったコオが大学時代の思い出を回想する物語らしく、作中の様々なシーンで当時の自身(コオ)の心境を語る。

### 劇中歌
主題歌「彼のオートバイ、彼女の島」
歌：原田貴和子 / 作詞：阿久悠 / 作曲：佐藤隆 / 編曲：清水信之

#### 挿入歌
「風の唄」
歌：竹内力 / 作詞、作曲：大林宣彦 / 編曲：宮崎尚志
作中ではコオが即興で作ったという設定。自宅でミーヨからの電話を受けたコオが、ギターの弾き語りで歌う。
盆踊りで歌われる御詠歌
島の盆踊りに参加した康一郎が櫓に上がってこの歌を歌い、それに合わせてコオやミーヨが他の参加者たちに混じって踊る。
「題名のないバラード」
歌：原田貴和子 / 作詞：阿久悠 / 作曲：佐藤隆 / 編曲：清水信之
物悲しいメロディのバラード曲で、作中では冬美が書いた詩にコオが曲を付けたという設定。失恋して間もない冬美が「道草」のステージで歌う。後日「道草」に初めて訪れたミーヨがピアノで弾き語りする。
「サンシャイン・ガール」
歌：渡辺典子 / 作詞：阿久悠 / 作曲：佐藤隆 / 編曲：宮崎尚志
上記「題名のないバラード」のメロディをアレンジした曲。ミディアムテンポの明るく爽やかなポップス調の曲で、作中では敬一がアレンジしタイトルを付けたという設定。失恋を吹っ切れた冬美が「道草」のステージでバンド演奏に合わせて歌う。

### 製作
最初は小説が発表された1977年のゴールデンウィーク映画として、松竹が郷ひろみ主演作として映画化を予定し、郷も役作りを終え、ボルテージを高めていた段階で、松竹は「あまりにも暗い。ゴールデンウィーク作品にふさわしくない」と製作を中止し、郷の主演作を『突然、嵐のように』に急遽変更した。郷は『冬の旅』が『さらば夏の光よ』になったことに続いてのことで怒り心頭だった。それから10年経って映画化が実現した。

#### 脚色
シナリオは概ね原作に準拠したものであるが、二人の幸福な未来を予見させる原作とは大きく異るショッキングな結末となっている。

#### キャスティング
本作がデビューとなる竹内力は映画初主演。それまで大阪で三和銀行の社員をしていたが、役者になりたいと一念発起してオートバイで東京に出て来た。アルバイトをしていたライブハウスでスカウトされ、この話をオーディションで聞いた大林が竹内をすっかり気に入って「この映画に出るのはキミの運命だ」と主役に抜擢した。竹内自身も「俺もピッタリだなあと思った」という。
原田貴和子は、1984年夏の妹の主演映画『天国にいちばん近い島』のニューカレドニアロケに同行し、出演はしていないが、大林と会い「今度（映画を）一緒にやろうよ」と声をかけてもらっていた。原田は『アフガニスタン地獄の日々』に続いての映画2作目だが、実質的には本作がデビュー作。原田の出演決定は1984年6月。『アフガニスタン地獄の日々』のロケで1985年3月にイタリアローマに立つ直前に本作の準備稿を渡され、『アフガニスタン地獄の日々』の撮影が終わり、帰国間もなく本作の撮影に入った。『アフガニスタン地獄の日々』はローマでオールロケのため、撮影所での撮影は本作が初体験だったという。『アフガニスタン地獄の日々』の撮影は、スタッフとのコミュニケーションもままならぬ状況で、大林の緻密で丁寧な映画作りに感銘を受けたと話している。
1996年のインタビューで原田は、本作の主役に決ったときは「監督から要求されるものに対して、それに応えたいという気持ちは120％、この映画に対する意欲は本当に強かったです。監督を信じて、自分を全部透明にして、どんな色にでも染めてもらいますという潔さがありました」「作品中、盆踊りで浴衣を着ているシーンが本当に大好きです。何だか、昔からこの島で育った〈ミーヨ〉になりきってしまったほどでした。私も田舎は長崎なんですが、海と山の両方が手でつかめるようなところで、この島の町並みはすごく懐かしい。昔からこの島で生まれ育ってたような錯覚。昔から知っていたような景色がいくつもあって、そのときの空気の匂いまで覚えています」「離れてみて初めて、人間的な意味でも映画監督としても大林監督の偉大さが分かる気がします。私は大林監督ほど、心から納得できる人とお会いしたことはないです」などと述べている。

#### 撮影
コオがフェリーに乗って瀬戸内の島に上陸する場面であるが、フェリーは生口島（広島県尾道市瀬戸田町五本松）と伯方島（愛媛県今治市伯方町北浦）を結ぶ航路で撮影された。オートバイで港に上陸するのは北浦港での撮影であり、実際の映画撮影は個別の島に固定せず撮影場所を選んだようである。
ロケが全体の3分の2以上を占める。1985年5月23日クランクイン。ロケ隊が東京を出発し、長野県白糸の滝他、新潟県をまわり、一旦帰京。都内ロケ、世田谷区粕谷、新宿区市谷等をはさみ、にっかつ撮影所にてセット撮影。1985年6月末尾道ロケ。盆踊りのシーンは岩子島の小学校の校庭で撮影された。雨のシーンが多いのは実際に梅雨時の撮影で、予想外に雨の日が多く、また台風の接近で晴れを想定していたシーンも雨のシーンに切り換えて撮影した。1985年6月末にクランクアップを予定していたが7月にずれこんだ。
角川映画としては『スローなブギにしてくれ』『メイン・テーマ』に続く3作目の片岡作品で、ファッショナブルな映画をイメージしがちだが、大林は「ファッションの映画ではなく、心の渇望を描いた映画。50年代のハードアクションのエッセンスを施したハリウッドムービーに近い恋愛映画を狙った」などと話している。モノクロとカラーを行ったり来たりするのは、テクノ・モノクロという新しい技術によるものだという。モノクロは通常回想シーンで使用されることが多いが、今回はオートバイの質感を出すために取り入れたという。

#### 編集
最初は105分の映画だったが、併映の角川春樹監督作品『キャバレー』も長くなったため、「大林さんの方を15分切れませんか」といわれ、大林が承知し、大林自身が一番いいシーンと思っていた箇所を切った。削った部分は、主にコオを優柔不断に描いていたシーンとミーヨが田舎に帰って死ぬまでの愛の葛藤を描いたシーン。

#### 音楽
同作品の冒頭から5分程経過したあたりで、レコードがかかっているシーンと共に流れる音楽は、ショパンの「エオリアン・ハープ」である。

### 作品の評価

#### 受賞歴
- 第12回大阪映画祭最優秀主演女優賞（原田貴和子）
- 第8回ヨコハマ映画祭
  - 助演女優賞（渡辺典子）
  - 最優秀新人賞（原田貴和子）

### 影響
原田貴和子は劇中でヌードを披露している。撮影場所は群馬県にある法師温泉の長寿館の浴室である。このヌードシーンに角川春樹事務所のスタッフが誰一人同行せず。素人同然の若い女性がヌードシーンを要求されるという日に、スタッフが誰も顔を見せない事態に不信感を募らせた原田は、1986年10月31日付けで角川春樹事務所から独立した。この影響で原田知世、渡辺典子と相次いで所属女優が独立し、角川事務所の影響力は一挙に低下した。原田は「脚本の段階で大林監督が『伊豆の踊子』の話をしてくださり『本当にちゃんと（ヌード）を撮りたい』と言われました。私も絶対必要なシーンだと思い、『やりましょう』と言いました」などと述べている。